# Peucetia viridana
Peucetia viridana là một loài nhện trong họ Oxyopidae.
Loài này thuộc chi Peucetia. Peucetia viridana được miêu tả năm 1869 bởi Stoliczka.